# Mark Kac
Mark Kac o Marek Kac (/ˈkaʦ/) (Kremenec', 3 agosto 1914 – California, 26 ottobre 1984) è stato un matematico e statistico polacco che ha dato notevoli contributi alla teoria della probabilità, fisica statistica e teoria dei numeri.

## Biografia

### Famiglia, infanzia, scuola e liceo
Nasce il 16 agosto secondo il calendario ortodosso, ovvero il 3 agosto 1914 secondo il calendario gregoriano, a Kremenec' (secondo la traslitterazione dal cirillico) nell'allora impero russo.
La città, precedentemente polacca, era stata spogliata dalla politica imperiale russa della sua componente polacca ed era composta prevalentemente da popolazione ebrea con un circondario prevalentemente ucraino.
I genitori di Mark provengono dalle più importanti e ricche famiglie ebree della città, entrambe di tradizione commerciante. Il cognome della madre era Roichels.
In famiglia i genitori parlavano tra di loro yiddish e con i figli russo. La madre parlava anche un po' il tedesco. Fino alla sua emigrazione negli Stati Uniti, la vita di Mark è caratterizzata dalle discriminazioni antisemite in tutti gli ambiti della vita sociale, che si conclusero con lo sterminio della sua famiglia ad opera delle Germania nazista, come avvenne per quasi tutta la popolazione ebraica di Kremenec'.
Il padre conseguì con fatica, malgrado fosse ebreo, la laurea in filosofia, studiando prima presso il dipartimento diretto da Wilhelm Wundt. Il non riconoscimento del titolo da parte delle autorità russe lo portò ad iscriversi nel 1915 alla facoltà di storia e filologia dell'università di Mosca. I divieti di fatto ad insegnare costrinsero il padre a dare lezioni private di matematica, latino, greco e storia.
Nel 1915 la famiglia si trasferisce a Berdicev per allontanarsi dal fronte, ma con la Rivoluzione d'ottobre Berdicev diventa campo di battaglia e, con il trattato di pace del 18 marzo 1921 che mette fine alla guerra sovietico-polacca, Kremenec' entra a far parte del nuovo stato polacco; la famiglia può rimpatriare alla fine del 1921, ritrovandosi in una patria nuova della quale non conosceva la lingua e che era fortemente antisemita nei fatti.
Durante la permanenza a Berdicev, a cinque anni, Mark impara a leggere (in russo),
ma -con il sistema scolastico non ancora ben funzionante nella rinata Polonia- Mark viene istruito da una istitutrice di madrelingua francese. Impara pure a suonare il flauto, mentre il padre gli dà lezioni di geometria (pur dubitando che il figlio abbia talento) e Mark si appassiona ai problemi matematici.
Nel 1923 (anno di nascita del fratello di Mark) il padre diventa direttore della scuola laica ebraica (Tarbut) e Mark la frequenta, imparando così l'ebraico (che dimenticherà) e un poco il polacco (materia obbligatoria). In seguito alla chiusura di questa scuola nel 1925, a 11 anni (uno meno dei suoi compagni di classe) Mark viene iscritto alla terza elementare della scuola pubblica nella quale ucraini e ebrei non erano graditi dalla nuova autorità polacca nazionalista e antisemita. Di questa scuola Mark ricorda l'ottima qualità dell'insegnamento di scienze naturali, dovuta alla preparazione e alla passione di un singolo insegnante.
I cambiamenti politici (un golpe porta al governo Piłsudski) fanno sì che, quando nel 1926 Mark inizia il liceo, l'ambiente è più laico e liberale e, grazie alle nuove autorità locali, meno ostile agli ucraini. L'insegnamento diventa migliore e meno oppressivo, con la sostituzione di molti insegnanti.
Durante il liceo Mark Kac diventa responsabile della redazione scientifica di una sorta di giornale scolastico. L'insegnamento mediocre della matematica fa sì che non ne venga attratto, pur essendo molto capace, al punto di derivare in modo originale il metodo di Cardano per la risoluzione delle equazioni cubiche, soluzione che gli vale la pubblicazione sulla rivista Mlody matematyk (apparve con il cognome Katz, che gli sembrava più accettabile dello slavo Kac).

### Gli studi e la ricerca universitaria in Polonia
Dopo il liceo si iscrive (per la vicinanza)  all'università di Leopoli, dove studia matematica.
A Leopoli viene fortemente influenzato da Wladyslaw Hugo Dyonizy Steinhaus e Marceli Stark e riceve una borsa di studio (ridotta), grazie a Ruziewicz.
Nel 1934 pubblica Una serie trigonometrica nel Journal of the London Mathematical Society, grazie alla traduzione in inglese da parte di Stark. Nel 1935 scrive la tesi per il "magister philosophiae" (diploma universitario) su serie trigonometriche e sui sistemi di Rademacher.
Già nel 1934 comincia ad interessarsi alla probabilità, leggendo la Wahrscheinlichkeitsrechnung di Andrey Nikolaevich Kolmogorov.
Nel 1935, dopo il magister e su suggerimento di Stark, Steinhaus propone a Kac una sua definizione di una classe di funzioni stocasticamente indipendenti
e Kac trova soluzioni in gran parte già note a pochi altri, ma non a lui e a Steinhaus. La collaborazione con questi continua fino al 1938, poiché Steinhaus lo assume come assistente privato, soprattutto per dargli un aiuto finanziario senza umiliarlo. Durante questo periodo Kac ha già l'idea fissa di lasciare la Polonia, come avverrà solo nel 1938.
Il 5 giugno 1927 diventa "dottore" in una cerimonia insieme a Władisław Hetper.
Dopo il dottorato, non avendo ottenuto la borsa di studio per l'estero bandita dalla Fondazione Parnas, svolge il ruolo di attuario per la filiale locale di una compagnia di assicurazioni viennese durante la curatela fallimentare.
Nel 1936 ottiene l'ambita borsa di studio e nel novembre 1938 si reca negli Stati Uniti, riuscendo così a sfuggire allo sterminio che colpirà la sua famiglia.

### La borsa di studio alla Johns Hopkins di Baltimora
Comincia nel 1938 come borsista, seguito da Aurel Wintner, alla Johns Hopkins University di Baltimora. Scrive con Wintner tre articoli (uno anche con Paul Erdős). I rapporti con Wintner si guastano, al punto che il suo grande amico Egbertus Robertus van Kampen deve fare da tramite tra i due.
Agli inizi del 1939 conosce Paul Erdős e formula con il suo aiuto un teorema che collega la gaussiana con la teoria dei numeri, inaugurando la branca della teoria probabilistica dei numeri con un articolo (The Gaussian Law of Errors in the Theory af Additive Number Theoretic Function) che verrà seriamente notato dalla comunità scientifica solo negli anni '50.
I pessimi rapporti con Wintner lo portano ad accettare l'offerta di assistente di matematica alla Cornell University, offerta ottenuta grazie alla raccomandazione di Norbert Wiener.

### Cornell University
Dal 1939 al 1961 insegna alla Cornell University, inizialmente come assistente di matematica.
Dall'ottobre 1943 fino al maggio 1945 diventa anche consulente del Radiation Laboratory del MIT, dove è consulente anche Norbert Wiener.
Nel Radiation Laboratory si trova ad affrontare "problemi 'dati da Dio' e non inventati dall'uomo". Studia i processi stocastici per studiare il "rumore" (scrive su questo argomento un articolo con Arnold J.F.Siegert) e da Georg Uhlenbeck viene introdotto nei problemi del moto browniano.
Nel 1946 prende l'aspettativa con una borsa della Fondazione Guggenheim.
Nell'anno accademico 1947/48 ricomincia ad insegnare, "promosso" a professore ordinario.
Gli interessi si allontanano dai problemi legati alla probabilità per avvicinarsi alla fisica statistica.
(Scrive il libro "Statistical Independence in Probability, Analysis and Number Theory")
Dimostra con Erdős alcuni casi particolari del principio di invarianza.
La formula di Feynman-Kac gli dà, a proprio parere, più fama che tutti gli altri suoi risultati.
Si occupa pure del teorema del limite centrale.
Affronta il problema del modello cane-pulce legato al secondo principio della termodinamica rendendo esplicita l'espressione per la probabilità P(m|n;s) che partendo con m palline nell'urna A ne restino n dopo s estrazioni.
Nel 1950 gli venne riconosciuto il Premio Chauvenet da lui rivinto nel 1968.
Nell'anno accademico 1951/52 prende un anno sabbatico all'Institute for Advanced Study di Princeton, dove conosce John von Neumann, John Ward, L. N. Yang e T. D. Lee.
Nell'anno accademico 1955/56, grazie ad un contratto di ricerca, si reca a Ginevra (scelta anche per far imparare il francese ai figli), dove scrive un articolo sul modello dell'anello di Kac, legato anch'esso al secondo principio della termodinamica.

### Rockefeller University
Dal luglio 1961 insegna al Rockefeller Institute (dal 1965 Rockefeller University).

## Pubblicazioni
- Una serie trigonometrica, Journal of the London Mathematical Society, 1934
- On the Gaussian law of errors in the theory of additive functions, in Proceedings of the National Academy of Sciences of the USA, 1939,  coautore Paul Erdős
- The Gaussian Law of Errors in the Theory af Additiv Number Theoretic Function, 1940, coautore Paul Erdős
- On a problem concerning probability and its connection with the theory of diffusion, in Bulletin of the American Mathematical Society, 1940
- On certain limit theorems of the theory of probability, in Bulletin of the American Mathematical Society, 1946, coautore Paul Erdős
- On the number of positive sums of independent random variables, in Bulletin of the American Mathematical Society, 1947, coautore Paul Erdős
- On the notion of recurrence in discrete stochastic processes, in Bulletin of the American Mathematical Society, 1947 (lemma di Kac)
- Probability methods in some problems of analysis and number theory, in Bulletin of the American Mathematical Society, 1949
- On Some Connections between Probability Theory and Differential and Integral Equations, Proc. Second Berkeley Symp. on Math. Statist. and Prob., 1951
- On Tests of Normality and Other Tests of Goodness of Fit Based on Distance Methods, The Annals of Mathematical Statistics, 1955, coautori J. Kiefer, J. Wolfowitz
- Probability and Related Topics in Physical Science, Lectures in Applied Mathematics Series, Vol 1a, American Mathematical Society, 1957
- Statistical Independence in Probability, Analysis and Number Theory, 1959
- Can one hear the shape of a drum? American Mathematical Monthly 73(4) (1966), 1-23.
- Mathematics and Logic: Retrospect and Prospects, coautore Stanisław Ulam, 1968
- Aspects probabilistes de la théorie du potentiel, Séminaire de mathématiques supérieures (1968), Les Presses de l'Université de Montréal, Montreal (1970).
- Quelques problèmes mathématiques en physique statistique, Collection de la Chaire Aisenstadt, Les *Probability, number theory, and statistical physics, collection mathematicians of our time, The MIT Press (1979), ISBN 0-262-11067-9.

Presses de l'Université de Montréal (1974), ISBN 0840502605.
- Relativistic Extension of the Analogy between Quantum Mechanics and Brownian Motion, 1984, coautori B. Gaveau, T. Jacobson, L. S. Schulman
- Enigmas of Chance: An Autobiography (trad. Gli enigmi del caso: vicissitudini di un matematico), postumo 1985 (autobiografia)